# Мексікан-Колоні (Каліфорнія)
Мексікан-Колоні (англ. Mexican Colony) — переписна місцевість (CDP) в США, в окрузі Керн штату Каліфорнія. Населення — 283 особи (2020).

## Географія
Мексікан-Колоні розташований за координатами 35°28′8″ пн. ш. 119°16′7″ зх. д. / 35.46889° пн. ш. 119.26861° зх. д. (35.468930, -119.268712).  За даними Бюро перепису населення США в 2010 році переписна місцевість мала площу 0,08 км², уся площа — суходіл.

## Демографія
Згідно з переписом 2010 року, у переписній місцевості мешкала 281 особа в 71 домогосподарстві у складі 60 родин. Густота населення становила 3414 особи/км².  Було 78 помешкань (948/км²).
Расовий склад населення:
| - 57,7 % — білих - 5,3 % — корінних американців - 33,1 % — осіб інших рас |

До двох чи більше рас належало 3,9 %. Частка іспаномовних становила 80,8 % від усіх жителів.
За віковим діапазоном населення розподілялося таким чином: 40,9 % — особи молодші 18 років, 52,0 % — особи у віці 18—64 років, 7,1 % — особи у віці 65 років та старші. Медіана віку мешканця становила 24,3 року. На 100 осіб жіночої статі у переписній місцевості припадало 105,1 чоловіків;  на 100 жінок у віці від 18 років та старших — 102,4 чоловіків також старших 18 років.
Середній дохід на одне домашнє господарство  становив 20 627 доларів США (медіана — 16 875), а середній дохід на одну сім'ю — 20 635 доларів (медіана — 16 563). За межею бідності перебувало 83,1 % осіб, у тому числі 90,5 % дітей у віці до 18 років та 63,6 % осіб у віці 65 років та старших.
Цивільне працевлаштоване населення становило 58 осіб. Основні галузі зайнятості: роздрібна торгівля — 19,0 %, виробництво — 19,0 %, сільське господарство, лісництво, риболовля — 17,2 %.